# Hélder Costa
Hélder Wander Sousa de Azevedo e Costa (* 12. Januar 1994 in Luanda) ist ein angolanisch-portugiesischer Fußballspieler.

## Karriere

### Im Verein
Costa spielte ab 2004 für die Nachwuchsteams von Benfica Lissabon. Am 11. August 2012 debütierte er für die B-Mannschaft des Vereins in der Segunda Liga. Am 25. Januar 2014 kam er in der Dritten Runde des Ligapokals als Einwechselspieler zu seinem ersten Einsatz für die Profis. Am 5. November 2014 erzielte er im Zweitligaspiel gegen SC Olhanense seinen ersten Hattrick im Profifußball. Im Januar 2015 wurde Costa bis zum Saisonende an den spanischen Erstligisten Deportivo La Coruña ausgeliehen. Für die Galicier kam er jeweils als Einwechselspieler zu sechs Erstligaeinsätzen. Im Juli 2015 führte ihn ein weiteres Leihgeschäft für ein Jahr zum französischen Erstligisten AS Monaco. Für die Monegassen erzielte er am 8. November 2015 gegen Girondins Bordeaux sein erstes Erstligator.
Im Juli 2016 wechselte Costa abermals auf Leihbasis zum englischen Zweitligisten Wolverhampton Wanderers. Im Januar 2017 wurde er von den Wolves für eine damals vereinsinterne Rekordablösesumme von 13 Millionen Pfund Sterling fest verpflichtet. Am Saisonende feierte er mit Wolverhampton als Meister den Aufstieg in die Premier League.
Zur Saison 2019/20 wurde er von Leeds United ausgeliehen und verhalf dem Verein mit 7 Toren in 43 Ligaeinsätzen (33-mal von Beginn) ebenfalls zum Aufstieg in die Premier League. Daraufhin wurde er zur Saison 2020/21 für 16 Millionen Pfund Sterling fest verpflichtet und unterschrieb einen Vierjahresvertrag. In seiner zweiten Saison kam er 22-mal in der Liga zum Einsatz, stand jedoch nur 13-mal in der Startelf und erzielte 3 Tore.
Ende August 2021 wechselte Costa am letzten Tag der Transferperiode bis zum Ende der Saison 2021/22 auf Leihbasis zum spanischen Erstligisten FC Valencia. Danach folgte für den kompletten Verlauf der Saison 2022/23 eine weitere Leihe zu al-Ittihad. Im Oktober 2023 löste Leeds seinen Vertrag schließlich im gegenseitigen Einvernehmen auf.

### In der Nationalmannschaft
Costa durchlief sämtliche portugiesischen Juniorennationalmannschaften. Mit der U19-Auswahl nahm er an der Europameisterschaft 2013 teil. Im Oktober 2018 wurde er von Nationaltrainer Fernando Santos erstmals in die A-Nationalmannschaft berufen. Daraufhin gab er am 14. Oktober 2018 im Freundschaftsspiel gegen Schottland sein Länderspieldebüt und erzielte sogleich sein erstes Länderspieltor.
Da Costa in der Folge nicht mehr für Portugal zum Einsatz kam und somit auch kein Pflichtspiel absolvierte, war er weiterhin für den angolanischen Fußballverband spielberechtigt. Am 12. November 2021 debütierte er bei einem 2:2-Unentschieden gegen Ägypten im Rahmen der Qualifikation zur Weltmeisterschaft 2022 für die angolanische Nationalmannschaft. Dabei erzielte Costa den zwischenzeitlichen 1:0-Führungstreffer und wurde damit nach José Altafini (Brasilien und Italien) sowie Alfredo Di Stéfano (Argentinien und Spanien) der dritte Spieler, der für zwei verschiedene A-Nationalmannschaften bei seinem Debüt ein Tor erzielte.

## Erfolge
- Meister der EFL Championship und Aufstieg in die Premier League: 2018 (Wolverhampton Wanderers), 2020 (Leeds United)
- Portugiesischer Ligapokalsieger: 2014 (Benfica Lissabon)

Ittihad FC
- Saudi-arabischer Meister: 2022/23